# Ibăneasa
Ibăneasa – wieś w Rumunii, w okręgu Botoszany, w gminie Știubieni. W 2011 roku liczyła 59 mieszkańców.